# Pirascca polemistes
Pirascca polemistes is een vlindersoort uit de familie van de prachtvlinders (Riodinidae), onderfamilie Riodininae.
Pirascca polemistes werd in 1996 beschreven door Hall, J & Willmott.